# لويس ماكليود
لويس ماكليود (بالإنجليزية: Lewis MacLeod) هو كاتب سيناريو وممثل بريطاني، ولد في 6 ديسمبر 1970 في المملكة المتحدة.

## أعمال

### أفلام
- (2015) المينيون[3][4]

### مسلسلات
- بات ساعي البريد

## وصلات خارجية
- لويس ماكليود على موقع IMDb (الإنجليزية)
- لويس ماكليود على موقع ألو سيني (الفرنسية)
- لويس ماكليود على موقع ميوزك برينز (الإنجليزية)
- لويس ماكليود على موقع ميوزك برينز (الإنجليزية)
- لويس ماكليود على موقع قاعدة بيانات الفيلم (الإنجليزية)